# Niedergörne

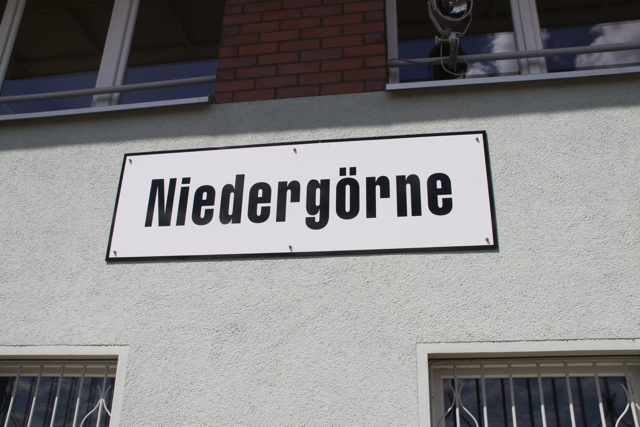
Bahnhofsschild Niedergörne

Niedergörne ist ein aufgelassenes Dorf in der Altmark, nördlich der Stadt Arneburg.

## Geographie
Das Dorf lag fünf Kilometer nördlich von Arneburg auf dem westlichen Elbufer an einem Steilhang auf halber Strecke zwischen Altenzaun und Dalchau in der Altmark.
Ein Hohlweg führte zum Elbtal hinunter. Die etwa einen halben Kilometer breite Elbaue wurde auf ihrer Westseite durch einen Totarm begrenzt, der 1973 weitgehend versumpft, aber noch erkennbar war.

## Geschichte

### Mittelalter bis Neuzeit
Im Jahre 1323 wurde ein Ritzsicken van Gorne als Zeuge in einer Urkunde in Arneburg aufgeführt, 1339 war ein Christiano plebano in Gorne Zeuge in Stendal.
Als erste urkundliche Erwähnung im Jahre 1419 gilt die Nennung vor gorne vnd dalchow, als dy von schonhusen dort 24 Pferde stahlen. So steht es in der Klageschrift und Schadensrechnung des Markgrafen Friedrich von Brandenburg vom 24. Mai 1420 gegen den Magdeburger Erzbischof Günther wegen der Landesbeschädigungen durch den Erzbischof und dessen Untertanen.
Weitere Nennungen sind 1510 to nedder gorne, 1526 zu Nidern-Gorne, 1542 Goren, 1608 Niedergörhne, 1661 Nieder Gören oder Nieder Jehren, im Werbenschen, 1687 Niedern Görne.
Im Jahre 1454 lebte Clawes van gorne in gorne, die erste Nennung der von Görne, denen das Gut bis 1795 gehörte.
1795 kam es an den Oberamtmann Reuter in Milow. Dessen Erben waren 1800 die Witwe, die seit 1798 wiederverherheiratete Lucke, zu ½ und die vier Geschwister Reuter zu ½, von 1801 bis 1945 der Oberamtmann Friedrich Wilhelm Lucke und seine Frau Friederike, geb. Witte, alleine bzw. deren Erben. Das war Friedrich Wilhelm Lucke, 1861 als von Lucke geadelt, später dann sein Sohn Rudolf von Lucke, ab 1930 bis 1945 sein Adoptivsohn Helmuth von Katte, der ab 1933 den Namen von Katte von Lucke führte. Das Gut umfasste 1928 eine Fläche von 472 Hektar.
Die zusammengehörenden Güter Niedergörne und Dalchau wurden 1945 bei der Bodenreform enteignet, da die Fläche jeweils mehr als 100 Hektar umfasste.
Im Jahre 1953 entstand die erste Landwirtschaftliche Produktionsgenossenschaft vom Typ III, die LPG „Paul Scholz“. Sie wurde 1974 gelöscht.

### Archäologie
Im Herbst 1973 war das Landesmuseum für Vorgeschichte in Halle vom Bau des geplanten Kernkraftwerkes unterrichtet worden. In aller Eile wurden archäologische Ausgrabungen geplant. Die Schüler der „Jungen Historiker“ aus Stöckheim und Kleinau untersuchten die bereits bekannte slawische Siedlung des älteren Dorfes zwischen dem Steilufer der Elbe und dem Dorf Niedergörne, das auf eine Anhöhe direkt auf der Baustelle lag. Das Dorf war vom 9. bis 13. Jahrhundert bewohnt. Gefunden wurden bis zum Spätsommer 1975 altslawische und jungslawische Keramik.
Es wurde über drei Fundplätze südlich des Dorfes berichtet: aus der Jungsteinzeit (4.000 v. Chr.), Früheisenzeit (700 v. Chr.) und über altslawische Siedlungsspuren aus der Zeit um 700.
Östlich des Dorfes lag eine frühdeutsche Burg aus dem 13. Jahrhundert. Sie erstreckte sich östlich des Dorfplatzes in Nord-Süd-Richtung entlang der Elbe über eine Länge von 100 Metern am Rande des Gutsparks.
An den Untersuchungen waren neben den ehrenamtlichen Bodendenkmalpflegern Schüler aus Salzwedel, Arneburg, Zerbst und Magdeburg und der Pfarrer aus Gladigau beteiligt.

### 20. Jahrhundert
Niedergörne wurde 1975 abgerissen, um auf seinem Grund das Kernkraftwerk Stendal zu errichten. In der im 12. Jahrhundert erbauten evangelisch-lutherischen Kirche fand am 17. August 1975 der letzte Gottesdienst statt, im Januar 1976 wurde die Kirche gesprengt und abgerissen.
Der Bau von Block 1 wurde am 1. Dezember 1982 begonnen. Der Bau wurde erst Anfang 1991 eingestellt.
Auf dem Gelände des ehemaligen Kraftwerks entstand der Industrie- und Gewerbepark Altmark.
An den Ort erinnert der Bahnhof Niedergörne der Bahnstrecke Borstel–Niedergörne.

### Eingemeindungen
Niedergörne gehörte ursprünglich zum Arneburgischen Kreis der Mark Brandenburg in der Altmark. Von 1807 bis 1813 lag es im Kanton Arneburg auf dem Territorium des napoleonischen Königreichs Westphalen. Nach weiteren Änderungen kam es 1816 in den Kreis Osterburg, den späteren Landkreis Osterburg im Regierungsbezirk Magdeburg in der Provinz Sachsen in Preußen.
Am 30. September 1928 wurde der Gutsbezirk Niedergörne mit der Landgemeinde Dalchau vereinigt.

### Einwohnerentwicklung
| Jahr | Einwohner |
| ---- | --------- |
| 1790 | 077       |
| 1801 | 072       |
| 1798 | 099       |
| 1818 | 097       |
| 1840 | 134       |

| Jahr | Einwohner |
| ---- | --------- |
| 1864 | 159       |
| 1871 | 119       |
| 1885 | 147       |
| 1892 | [00]155   |
| 1895 | 130       |

| Jahr | Einwohner |
| ---- | --------- |
| 1900 | [00]150   |
| 1905 | 106       |
| 1910 | [00]134   |

Quelle, wenn nicht angegeben, bis 1905

## Religion
Die evangelische Kirchengemeinde Niedergörne gehörte früher zur Pfarrei Niedergörne.

## Persönlichkeiten
- Rudolf von Lucke (1851–1930), Politiker und Rittergutsbesitzer